# Ташкент — город хлебный
«Ташке́нт — го́род хле́бный» — повесть русского писателя Александра Неверова, законченная и опубликованная в 1923 году и ставшая его наиболее известным произведением. В повести рассказывается о путешествии двенадцатилетнего крестьянского мальчика Мишки из родной деревни в Бузулукском уезде в Ташкент во время массового голода в Поволжье. В СССР повесть многократно переиздавалась и входила в школьную программу по литературе, она переведена на множество иностранных языков. По повести поставлен одноимённый чёрно-белый художественный фильм.
Повесть имеет посвящение писателю Фёдору Гладкову; кроме того, в начале Неверов выражает признательность писателю Александру Насимовичу, «разговоры с которым о детях в современной литературе» побудили автора написать эту повесть.

## Сюжет
Действие происходит во время голода в Поволжье в начале 1920-х годов.
12-летний Мишка Додонов живёт в Лопатинской волости Бузулукского уезда. Незадолго до этого умерли от голода его отец, дед и бабушка, но ещё живы два младших брата, Яшка и Федька, и мать, которая очень слаба от голода. В доме не осталось ни еды, ни муки, ни домашних животных. От сельских мужиков он слышал, что многие едут на поездах в Ташкент, где хлеба много и он стоит дёшево. Хотя путь этот далёкий и тяжёлый, а для поездки нужен билет и специальный пропуск, Мишка загорается идеей съездить в Ташкент, набрать хлеба и привезти зерна на посев. С ним решает ехать Серёжка, мальчик на год младше Мишки и более робкий. Они вдвоём добираются до станции, где пытаются найти нужный поезд. От страха и голода Серёжка хочет вернуться домой, но Мишка отговаривает его. 
Наконец, им удаётся забраться на крышу поезда и проехать часть пути. На следующей станции, пока они снова ждут поезд, у Серёжки начинается понос и поднимается температура. Возле вагонов его замечает медсестра, которая говорит, что у мальчика тиф. Она отвозит Серёжку в больницу, Мишка едет с ним. В ожидании Сережки Мишка бродит по базару в надежде продать старую бабушкину юбку, которую ему дала мать, но решает, что дальше в пути цены на неё будут выше. Он попадает в «орта-чеку», где его направляют таскать дрова вместе с такими же безбилетными. Ночью у Мишки крадут юбку. 

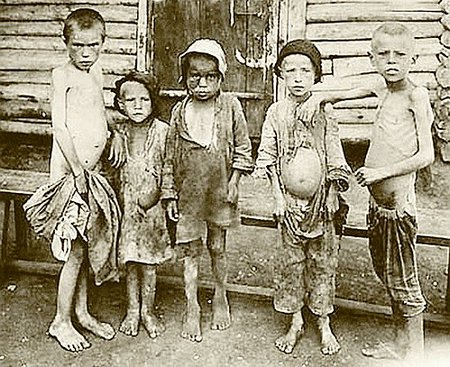
Голод в Бугуруслане, фото 1921 года

Мишка решает ехать дальше и приходит попрощаться с приятелем, но в больнице ему говорят, что Серёжка умер. Отчаявшегося от всего происходящего Мишку замечает товарищ Дунаев из «орта-чеки» и, сжалившись над ним, кормит его супом и сажает на поезд к мужикам. Мишка едет несколько дней, проезжая Оренбург. Из вагона он не выходит, так как слышал разговор мужиков, которые относятся к нему с подозрением, о том, что те не пустят его обратно в вагон, если он выйдет на остановке. Поезд едет по киргизским степям. На остановке Мишка решает продать свой ножик киргизу, из-за чего чуть не опаздывает на поезд, его нехотя затаскивает туда кондуктор. На следующей станции Мишке приходится сойти с поезда. 
Он знакомится с мальчиком Трофимом, также путешествующим в одиночку. Они продают Мишкин пиджак и на вырученные деньги покупают хлеб, впервые за много дней наедаясь. Однако на поезда здесь садиться запрещают. Мишка с Трофимом присоединяются к группе мужиков, которые идут через степь на разъезд, чтобы сесть там. По дороге мимо них проходит поезд, и Трофиму удаётся запрыгнуть в него, а Мишка ударяется головой и теряет сознание. Когда он приходит в себя, оказывается, что он остался один в степи: из его спутников кто-то ушёл вперёд, кто-то умер. Мишка идёт вдоль путей вперёд, опасаясь бродячих собак. Наконец он приходит к станции, где проводит ночь под дождём в полуразрушенной будке. Он пытается сесть на поезд, умоляя машиниста не прогонять его. Машинист Кондратьев берёт Мишку к себе на паровоз и довозит до города, где поезд встаёт на ремонт. 
Кондратьев обещает Мишке на следующий день взять его собой в рейс до Ташкента. В ожидании Мишка не спит, бродит по вокзалу, разговаривает с людьми, однако потом чуть не пропускает свой поезд. Он садится к товарищу Кондратьеву, не до конца веря, что к нему так хорошо отнеслись: «Хотел сказать Мишка хорошее слово, чтобы понял товарищ Кондратьев, как Мишка благодарен ему, но слова такого не было на Мишкином языке, только глаза блестели, полные любви и преданности». В знак благодарности Мишка дарит Кондратьеву свой ножик, который он пока не успел продать, однако позже машинист незаметно возвращает ножик, кладя его Мишке в карман. Наконец, поезд прибывает в Ташкент, куда так стремился Мишка.
В эпилоге Мишка («плотный, загоревший мальчишка в большом разорванном картузе») поздней осенью возвращается в родную деревню с двумя огромными мешками хлеба («весом пуда по три»). В Ташкенте он голодал, побирался, болел, но потом устроился на работу в садах у богатого сарта и заработал несколько пудов зерна, часть из которого пришлось отдать за проезд. В деревне он находит только больную мать, его братья умерли от голода. Видя разрушенное хозяйство, Мишка понимает, что дальнейшее зависит от него, и говорит решительно: «Ладно, тужить теперь нечего, буду заново заводиться…»

## Создание

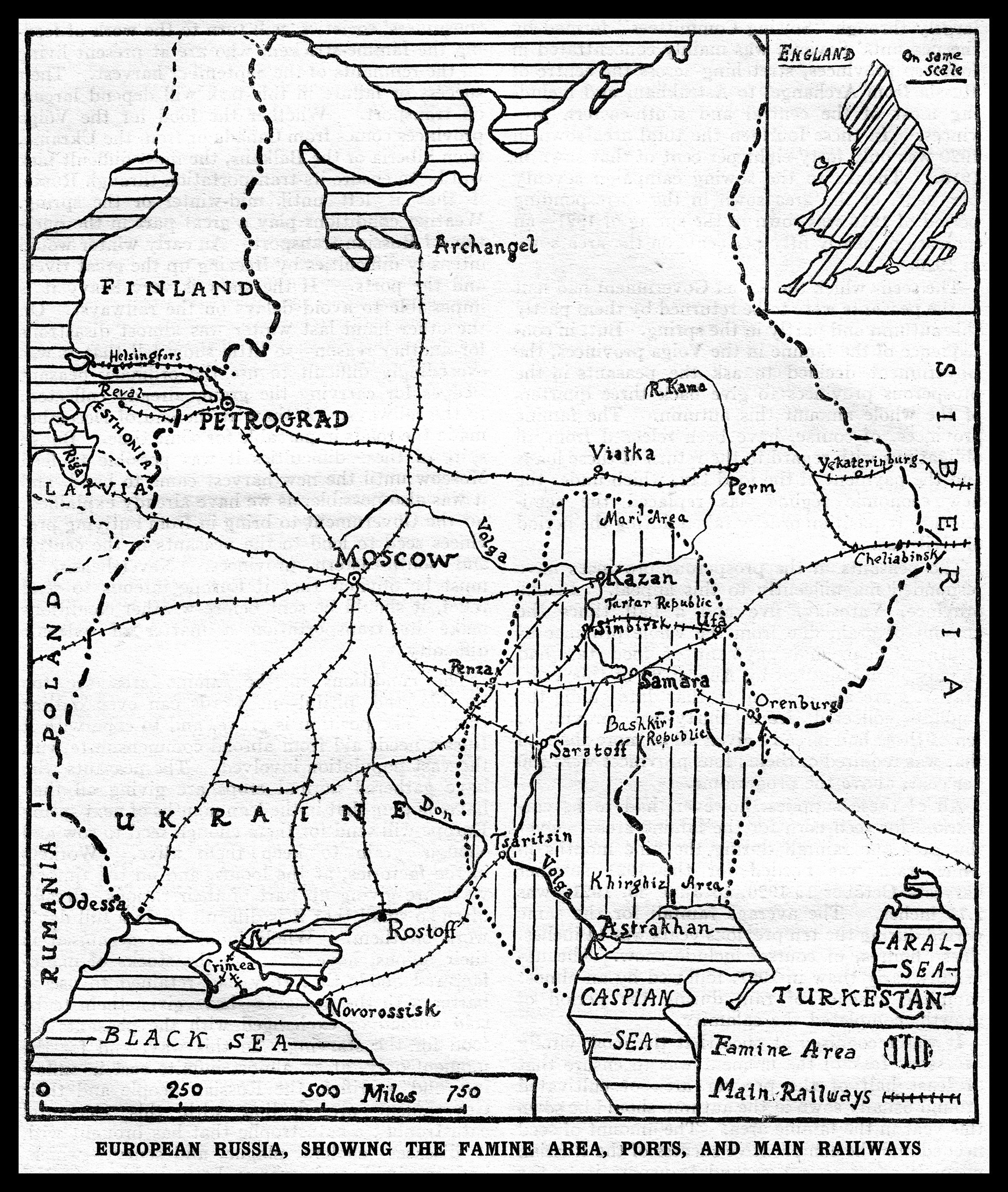
Голодающие районы на карте 1921 года

Повесть во многом основана на личных впечатлениях Неверова от лета 1921 года, когда он сам совершил поездку в Ташкент из Самары, где он тогда жил. В это время «десятки тысяч нищих нахлынули в Самару, обезумевшие люди двинулись вдоль колеи железной дороги, ведущей в Туркестан, в Ташкент, на юго-восток», причём поезда забирали лишь часть этих людей. Неверов писал В. Я. Шишкову: «Слова такого не найдешь, чтобы передать весь ужас. Самарская деревня вымирает буквально. (…) Кошки, собаки поедены. Страшно общественное отупение, потеря „человеческой“ совести…». Движению людей на Ташкент посвящён его очерк «За хлебом». В поисках средств к существованию Неверов ездил в Ташкент по предложению писателя Н. А. Степного, которому пришла в голову идея провести в Ташкенте серию выступлений. Со Степным и Неверовым поехал и брат последнего, чтец-декламатор Пётр Скобелев, а также писатель Павел Дорохов, который помог достать документы и пристроил писательскую бригаду в товарный вагон в качестве охранников. Поездка продолжалась два с половиной месяца.
Весной 1922 года Неверов впервые упоминает о замысле повести «Ташкент — город хлебный» в письме Я. П. Гинзбургу: «Писать о голоде теперь очень трудно в художественной форме. А я до тех пор не могу выпустить вещь из рук, пока она мне не понравится — более или менее… Я как раз ломаю сейчас голову над тем, как создать „нечто“». Закончена повесть вчерне была в мае 19 мая 1923 года, за полгода до скоропостижной смерти писателя. В это время Неверов уже жил в Москве. Жена писателя А. С. Новикова-Прибоя, М. Л. Новикова, вспоминала, что в то время писатель «как будто предчувствовал угрожающую ему беду» и «не раз повторял, что жить ему осталось немного».
В 1923 году главы из повести публиковались в альманахе «Вехи Октября», газете «Коммуна», журналах «Петроград» и «Красный журнал для всех». В том же году повесть вышла отдельным изданием в издательстве «Земля и фабрика». К 1928 году повесть выдержала уже 10 изданий.

## Отзывы
В 1928 году в предисловии к 10-му изданию повести Ф. Ф. Раскольников назвал её «своего рода литературным событием», при этом своим успехом она «обязана её литературным достоинствам». Он также отметил, что «если бы Неверов не написал ничего, кроме этой повести, то и в такой случае он вошёл бы в историю нашей пролетарской литературы». Аналогично, Фёдор Гладков говорит о том, что «Ташкент — город хлебный» — это «лучшая вещь» автора, «полная подлинного трагизма». Советский литературовед А. И. Ванюков называет повесть «вершиной творчества» Неверова.
В. А. Чалмаев в 1982 году указывал, что повесть «Ташкент — город хлебный» вышла в 58 странах, переведена на 15 языков мира, а её общий тираж превысил 1 миллион 300 тысяч экземпляров. Он назвал произведение Неверова «ярким человеческим, социальным и художественным документом, поучительным для читателей наших дней». По мнению исследователя, эта повесть — «самое глубокое и цельное выражение любви замечательного художника к родному народу, к мужеству и красоте его души»:

Всё радостное, оптимистическое мировосприятие писателя, заветнейшая песня его сердца — всё высказалось в этой повести о скитаниях двенадцатилетнего мальчика на ташкентской страдной дороге в голодный год.

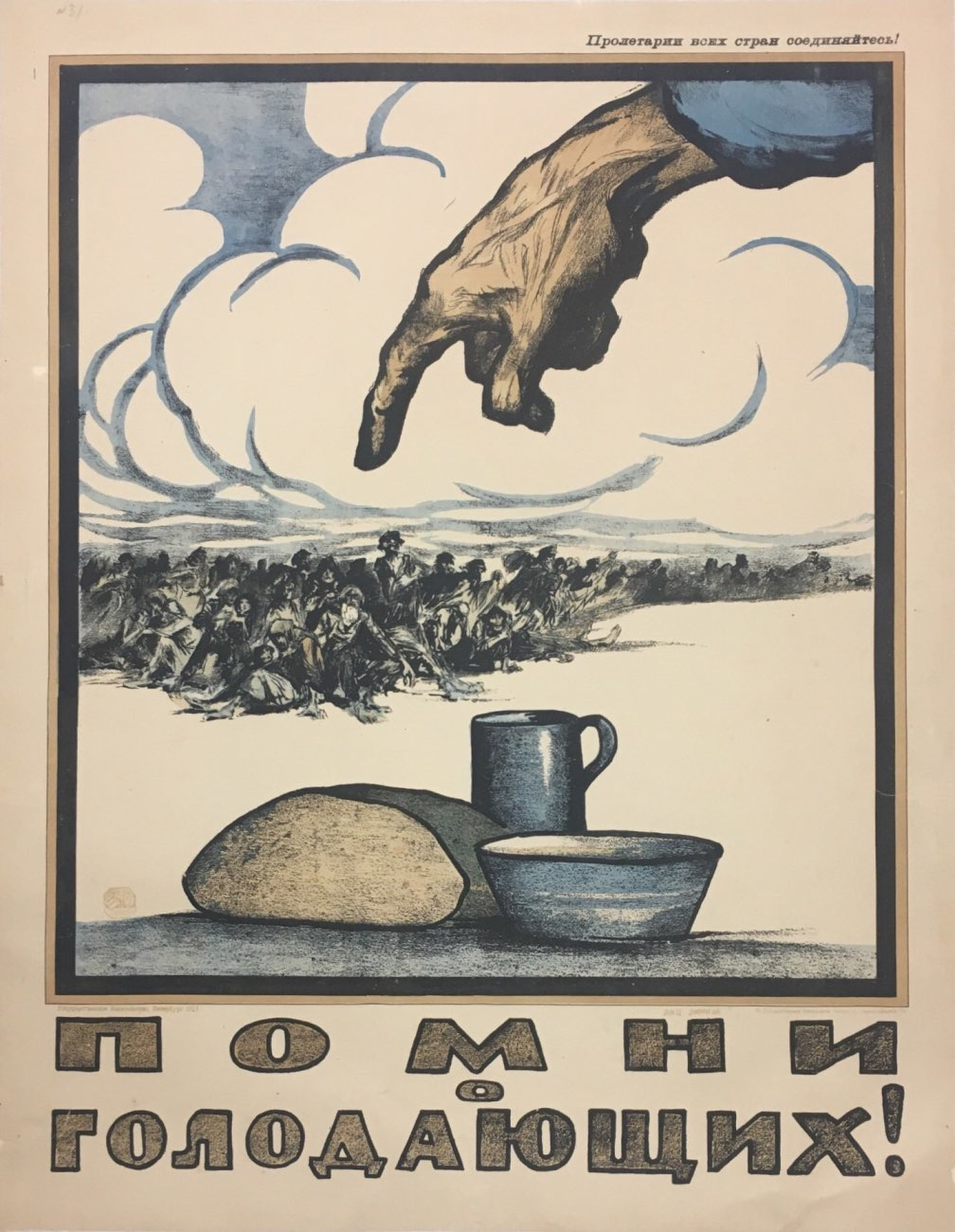
Плакат «Помни о голодающих» 1921 года

А. И. Ванюков пишет о том, что основной принцип повествования в «Ташкенте — городе хлебном» раскрыт в записных книжках писателя, где есть формулировка «глазами детей, глазами автора»; в повести он становится «и изобразительным, и сюжетообразующим, и композиционным». Своеобразие повествования исследователь видит в том, что «и события, и внутреннее состояние героя даются и „глазами автора“ и „глазами мальчика“, эти две точки соприкасаются, сливаются. Интеграция двух потоков позволяет передать драматизм ситуаций, драматическое напряжение внутренней жизни героя». Автор также отмечает, что в повести представлен ряд предметов-образов, функция которых соотносится с функцией волшебных вещей (гребень, платок и т. п.) у сказочного народного героя, уходящего от своих врагов, преследователей. Для Мишки это «отцовский пиджак, солдатский отцовский ремень, складной ножик, широкий отцовский картуз с разорванным козырьком», который, «проходя через весь сюжет, выполняют роль некоего „заграждения“, охранительной силы против голода, голодной смерти». При этом только отцовский картуз «возвращается вместе с молодым хозяином из далёкого и трудного путешествия домой».
По мнению А. И. Ванюкова, «Ташкент — город хлебный» — «повесть о детстве нового мира, детстве суровом и трудном»: «Личная судьба героя проецируется сквозь объектив общенародной трагедии, потока жизни на движение его сознания и корректируется героическим пафосом преодоления трагедии, преодоления отчаяния и страданий». Сюжет повести «развернут в будущее»: «Разрешаются одни конфликты, впереди ждут другие. Но у народа, вынесшего тяжёлое испытание — голод, хватит сил справиться с любыми трудностями». Исследователь также проводит параллель повести Неверова с «Железным потоком» Александра Серафимовича.
Получило известность высказывание о повести Неверова, приписываемое Францу Кафке. Согласно свидетельству Густава Яноуха, Кафка прочитал повесть и якобы сказал: «Народ, имеющий таких ребят, как этот в книге, такой народ невозможно победить». Этот эпизод вряд ли можно считать действительным, поскольку к моменту бесед Кафки с Яноухом (1920 — начало 1924 годов) повесть ещё не была издана отдельной книгой ни по-немецки, ни по-чешски — оба перевода появились только в 1925 году, через год после смерти Кафки. Нет и доказательств того, что на этих языках были до этого времени журнальные или газетные публикации. Можно предположить лишь, что Кафка читал перевод произведения в рукописи или слышал его в пересказе. Как, однако, отмечает Фриц Мирау, «даже если приведённое высказывание и не принадлежит Ф. Кафке, это не снижает ценности свидетельства»: история Мишки Додонова «в качестве индивидуальной модели реального гуманизма советской литературы, очевидно, так сильно волновала все умы, что Густав Яноух, вспоминая свои беседы с Кафкой, связал его размышления о созидательных началах жизни Советской России» именно с повестью Неверова.

## Адаптации
В 1967 году по повести был поставлен чёрно-белый художественный фильм «Ташкент — город хлебный» (режиссёр Шухрат Аббасов), сценарий которого написали Андрей Кончаловский и Андрей Тарковский. В роли Мишки выступил актёр Владимир Воробей.
Спектакль по повести был поставлен в Куйбышевском театре юного зрителя в 1966 году, в Театре юного зрителя в Ташкенте в 1967 году.